# 柳五儿
柳五儿，《红楼梦》人物，厨役柳家的之女，因家中排第五，故名柳五儿。和芳官是好友。她曾在茯苓霜一案中被林之孝家的怀疑是贼，王熙凤要把她打四十大板后，或卖或配人，幸亏贾宝玉、平儿等相助，才放了她。抄检大观园事件中从王夫人口中得出她已经得病而死。程高本中五儿未死，并成为贾宝玉的丫鬟。